# Aero Continente Dominicana
Aero Continente Dominicana fue una aerolínea dominicana de breve existencia, con sede en Santo Domingo, filial de la peruana Aero Continente. Operaba desde el Aeropuerto Internacional Las Américas.

## Historia
Aero Continente decidió establecer una subsidiaria de propiedad total en Santo Domingo durante 2001. Durante los meses siguientes, se ofrecieron un número limitado de vuelos regulares a Miami en una aeronave. En agosto de 2003, la aeronave fue devuelta a Aero Continente, lo que marcó el fin de la filial dominicana.

## Antiguos destinos
| Países               | Destinos      | Aeropuertos                           | Notas         |
| -------------------- | ------------- | ------------------------------------- | ------------- |
| Estados Unidos       | Miami         | Aeropuerto Internacional de Miami     |               |
| República Dominicana | Santo Domingo | Aeropuerto Internacional Las Américas | Hub principal |

## Flota histórica
Aero Continente Dominicana operó un solo Boeing 737-200 desde marzo de 2002 hasta agosto de 2003.
| Aeronaves      | Total | Introducido | Retirado | Matrículas     |
| -------------- | ----- | ----------- | -------- | -------------- |
| Boeing 737-200 | 1     | 2002        | 2003     | Boeing 737-200 |